# Drude Berntsen
Pour les articles homonymes, voir Drude et Berntsen.
Drude Elisabeth Berntsen, née Koren, née le 21 février 1939 est une informaticienne et chercheuse norvégienne. Elle est la directrice du Centre norvégien de calcul (Norsk Regnesentral) de 1970 à 1990.

## Jeunesse et formation
Drude Elisabeth Koren naît le 21 février 1939 à Eidsvoll. Elle grandit à Halden où elle suit sa scolarité obligatoire. Elle obtient une bourse AFS pour passer l'année scolaire 1956/1957 aux États-Unis puis étudie le français à l'Institut de Touraine en 1958/1959. Elle obtient sa maîtrise en mathématiques, physique et chimie à l'université d'Oslo en 1962. 

## Carrière
Drude Berntsen commence sa carrière en tant que programmeur au Centre norvégien de calcul (Norsk Regnesentral) le 7 mai 1962. Le centre était alors un institut de recherche créé par et subordonné au Conseil norvégien des sciences techniques et naturelles (NTNF). Elle est impliquée dans le traitement des données administratives et programme, entre autres, des systèmes bancaires pour Fellesbanken et Rogalandsbanken dans le langage d'un ordinateur nouvellement acquis l'UNIVAC 1107. 
Elle est parmi les premiers en Norvège à s'intéresser et à utiliser le langage de programmation Cobol. Entre 1963 et 1970, elle travaille comme chercheuse sur les systèmes et la programmation des principaux systèmes administratifs. Berntsen est impliquée dans l'introduction de l'informatique dans le secteur de la santé de 1968 à 1973.
À l'automne 1969, la vente de l'ordinateur Univac par le NTNF pèse sur l'avenir de la NR. Grâce aux efforts des employés, la décision de fermeture est annulée et Berntsen est invitée par le personnel à en prendre la tête. Elle a longtemps été la seule femme cheffe de département au sein du système NTNF. Au cours de son mandat, NR est devenu le premier département NTNF avec une représentation élue des employés au conseil d'administration du département et une convention collective qui incluait également les salaires.
En 1990, elle devient directrice du conseil de la recherche scientifique du Conseil norvégien de la recherche pour les sciences naturelles (NAVF), avec la responsabilité du système qui alloue des fonds à la recherche scientifique fondamentale en Norvège. En 1993, elle est nommée directrice du département des enquêtes de la National Insurance Administration, chargée des statistiques, des rapports et des analyses, ainsi que des budgets de la Caisse nationale d'assurance. 
De 1994 à 1996, Berntsen est membre du conseil d'administration de l'Østfold University College. 

## Publications
Les publications de Berntsen comprennent une étude des premiers développements informatiques norvégiens intitulée L'ère des pionniers dans le calcul scientifique norvégien (1948–1962) et une biographie de Kristen Nygaard The Many Dimensions of Kristen Nygaard, Creator of Object-Oriented Programming and the Scandinavian School of System Development. 